# Brunei Rugby Football Union
La Brunei Rugby Football Union (Kesatuan Ragbi Brunei Darussalam) governa la nazionale di rugby del Brunei.

## Storia
Il rugby a 15, giocato da 105 paesi nel mondo, è giocato in Brunei fin dal 1950. Nonostante si dica che il Brunei Rugby Football Union esista dal 1977, esso non è mai stato ufficialmente registrato fino a novembre 2004. 
Il Brunei Rugby Football Union è ancora agli inizi. Si è ufficialmente registrato come una società nel novembre 2004 ed è stato ammesso nell'Asian Rugby Football Union nel 2004. Non è ancora un membro dell'International Rugby Board.
Gestisce la nazionale di rugby a 15 del Brunei.